# Pulau Kayu
Pulau Kayu is een bestuurslaag in het regentschap Aceh Barat Daya van de provincie Atjeh, Indonesië. Pulau Kayu telt 2516 inwoners (volkstelling 2010).